# Élections législatives de 2007 en Martinique
Les élections législatives françaises de 2007 se déroulent les 10 et 17 juin. Dans le département de la Martinique, quatre députés sont à élire dans le cadre de quatre circonscriptions.

## Élus
| Circonscription | Député sortant        | Parti | Parti | Député élu ou réélu   | Parti | Parti |
| --------------- | --------------------- | ----- | ----- | --------------------- | ----- | ----- |
| 1re             | Louis-Joseph Manscour |       | FSM   | Louis-Joseph Manscour |       | FSM   |
| 2e              | Alfred Almont         |       | UMP   | Alfred Almont         |       | UMP   |
| 3e              | Pierre-Jean Samot     |       | BPM   | Serge Letchimy        |       | PPM   |
| 4e              | Alfred Marie-Jeanne   |       | MIM   | Alfred Marie-Jeanne   |       | MIM   |

## Résultats

### Résultats à l'échelle du département
| Parti                                          | Parti                                     | Premier tour | Premier tour | Second tour | Second tour | Sièges |
| Parti                                          | Parti                                     | Voix         | %            | Voix        | %           | Sièges |
| ---------------------------------------------- | ----------------------------------------- | ------------ | ------------ | ----------- | ----------- | ------ |
|                                                | Parti progressiste martiniquais           | 16 358       | 16,70        | 28 387      | 24,91       | 1      |
|                                                | Fédération socialiste de la Martinique    | 13 050       | 13,33        | 14 151      | 12,42       | 1      |
|                                                | Divers gauche                             | 11 072       | 11,31        |             |             | 0      |
|                                                | Bâtir le pays Martinique                  | 4 822        | 4,97         | 7 636       | 6,70        | 0      |
|                                                | Gauche parlementaire                      | 45 302       | 46,26        | 50 174      | 44,02       | 2      |
|                                                |                                           |              |              |             |             |        |
|                                                | Union pour un mouvement populaire         | 25 998       | 26,55        | 37 126      | 32,57       | 1      |
|                                                | Divers droite                             | 2 352        | 2,40         |             |             | 0      |
|                                                | Majorité présidentielle                   | 28 350       | 28,95        | 37 126      | 32,57       | 1      |
|                                                |                                           |              |              |             |             |        |
|                                                | Mouvement indépendantiste martiniquais    | 21 864       | 22,33        | 26 673      | 23,40       | 1      |
|                                                | Extrême gauche dont CO                    | 972          | 0,99         |             |             | 0      |
|                                                | Divers                                    | 784          | 0,80         | 0           |             |        |
|                                                | Parti pour la libération de la Martinique | 661          | 0,67         | 0           |             |        |
|                                                |                                           |              |              |             |             |        |
| Inscrits                                       | Inscrits                                  | 288 265      | 100,00       | 288 256     | 100,00      | 4      |
| Abstentions                                    | Abstentions                               | 184 382      | 63,96        | 166 873     | 57,89       |        |
| Votants                                        | Votants                                   | 103 883      | 36,04        | 121 383     | 42,11       |        |
| Blancs et nuls                                 | Blancs et nuls                            | 5 950        | 5,73         | 7 410       | 6,1         |        |
| Exprimés                                       | Exprimés                                  | 97 933       | 94,27        | 113 973     | 93,9        |        |
| Source : Ministère de l'Intérieur - Martinique |                                           |              |              |             |             |        |

### Résultats par circonscription

#### Première circonscription (La Trinité)
| Candidat       | Candidat                            | Parti               | Premier tour | Premier tour | Second tour | Second tour |  |
| Candidat       | Candidat                            | Parti               | Voix         | %            | Voix        | %           |  |
| -------------- | ----------------------------------- | ------------------- | ------------ | ------------ | ----------- | ----------- |  |
|                | Louis-Joseph Manscour sortant réélu | FSM                 | 7 829        | 34,88        | 14 151      | 55,02       |  |
|                | Yan Anselme Monplaisir              | UMP                 | 5 347        | 23,82        | 11 569      | 44,98       |  |
|                | Martin Guy Lordinot                 | Divers gauche       | 4 920        | 21,92        |             |             |  |
|                | Anicet Turinay                      | Divers droite (FMP) | 2 352        | 10,48        |             |             |  |
|                | Alain Rapon                         | MIM                 | 1 706        | 7,6          |             |             |  |
|                | Gaeta Alex Dufeal                   | CO                  | 290          | 1,29         |             |             |  |
|                |                                     |                     |              |              |             |             |  |
| Inscrits       | Inscrits                            | Inscrits            | 60 754       | 100,00       | 60 751      | 100,00      |  |
| Abstentions    | Abstentions                         | Abstentions         | 36 634       | 60,3         | 33 318      | 54,84       |  |
| Votants        | Votants                             | Votants             | 24 120       | 39,7         | 27 433      | 45,16       |  |
| Blancs et nuls | Blancs et nuls                      | Blancs et nuls      | 1 676        | 6,95         | 1 713       | 6,24        |  |
| Exprimés       | Exprimés                            | Exprimés            | 22 444       | 93,05        | 25 720      | 93,76       |  |

#### Deuxième circonscription (Saint-Pierre)
| Candidat       | Candidat                    | Parti          | Premier tour | Premier tour | Second tour | Second tour |  |
| Candidat       | Candidat                    | Parti          | Voix         | %            | Voix        | %           |  |
| -------------- | --------------------------- | -------------- | ------------ | ------------ | ----------- | ----------- |  |
|                | Alfred Almont sortant réélu | UMP            | 9 321        | 45,01        | 13 268      | 51,83       |  |
|                | Catherine Conconne          | PPM            | 5 668        | 27,37        | 12 332      | 48,17       |  |
|                | Michel-Claude Cayol         | RDM            | 3 156        | 15,24        |             |             |  |
|                | Sylvain Elisabe Bolinois    | MIM            | 1 122        | 5,42         |             |             |  |
|                | Louis Boutrin               | BPM            | 1 026        | 4,95         |             |             |  |
|                | Jean-Jacques Magit          | CO             | 225          | 1,09         |             |             |  |
|                | Alex Marie Doens            | Divers gauche  | 189          | 0,91         |             |             |  |
|                |                             |                |              |              |             |             |  |
| Inscrits       | Inscrits                    | Inscrits       | 61 724       | 100,00       | 61 725      | 100,00      |  |
| Abstentions    | Abstentions                 | Abstentions    | 39 699       | 64,32        | 34 654      | 56,14       |  |
| Votants        | Votants                     | Votants        | 22 025       | 35,68        | 27 071      | 43,86       |  |
| Blancs et nuls | Blancs et nuls              | Blancs et nuls | 1 318        | 5,98         | 1 471       | 5,43        |  |
| Exprimés       | Exprimés                    | Exprimés       | 20 707       | 94,02        | 25 600      | 94,57       |  |

#### Troisième circonscription (Fort-de-France)
| Candidat       | Candidat                         | Parti          | Premier tour | Premier tour | Second tour | Second tour |  |
| Candidat       | Candidat                         | Parti          | Voix         | %            | Voix        | %           |  |
| -------------- | -------------------------------- | -------------- | ------------ | ------------ | ----------- | ----------- |  |
|                | Serge Letchimy élu               | PPM            | 10 690       | 51,37        | 16 055      | 67,77       |  |
|                | Philippe Edmond-Mariette sortant | BPM            | 4 822        | 23,17        | 7 636       | 32,23       |  |
|                | Chantal Maignan                  | UMP            | 2 402        | 11,54        |             |             |  |
|                | Daniel Marie-Sainte              | MIM            | 1 388        | 6,67         |             |             |  |
|                | Francis Carole                   | Palima         | 661          | 3,18         |             |             |  |
|                | Ghislaine Joachim-Arnaud         | CO             | 457          | 2,20         |             |             |  |
|                | Marie-Jeanne Jeanville           | Divers         | 239          | 1,15         |             |             |  |
|                | Luc Jouye de Grandmaison         | Divers         | 150          | 0,72         |             |             |  |
|                |                                  |                |              |              |             |             |  |
| Inscrits       | Inscrits                         | Inscrits       | 62 271       | 100,00       | 62 264      | 100,00      |  |
| Abstentions    | Abstentions                      | Abstentions    | 40 387       | 64,86        | 37 046      | 59,5        |  |
| Votants        | Votants                          | Votants        | 21 884       | 35,14        | 25 218      | 40,5        |  |
| Blancs et nuls | Blancs et nuls                   | Blancs et nuls | 1 075        | 4,91         | 1 527       | 6,06        |  |
| Exprimés       | Exprimés                         | Exprimés       | 20 809       | 95,09        | 23 691      | 93,94       |  |

#### Quatrième circonscription (Le Marin)
| Candidat       | Candidat                          | Parti          | Premier tour | Premier tour | Second tour | Second tour |  |
| Candidat       | Candidat                          | Parti          | Voix         | %            | Voix        | %           |  |
| -------------- | --------------------------------- | -------------- | ------------ | ------------ | ----------- | ----------- |  |
|                | Alfred Marie-Jeanne sortant réélu | MIM            | 17 648       | 51,95        | 26 673      | 68,46       |  |
|                | André Lesueur                     | UMP            | 8 928        | 26,28        | 12 289      | 31,54       |  |
|                | Raymond Occolier                  | FSM            | 5 221        | 15,37        |             |             |  |
|                | Philippe Petit                    | Divers gauche  | 1 781        | 5,24         |             |             |  |
|                | Max Lambert                       | Divers         | 218          | 0,64         |             |             |  |
|                | Jean Ederique                     | Divers         | 177          | 0,52         |             |             |  |
|                |                                   |                |              |              |             |             |  |
| Inscrits       | Inscrits                          | Inscrits       | 103 516      | 100,00       | 103 516     | 100,00      |  |
| Abstentions    | Abstentions                       | Abstentions    | 67 662       | 65,36        | 61 855      | 59,75       |  |
| Votants        | Votants                           | Votants        | 35 854       | 34,64        | 41 661      | 40,25       |  |
| Blancs et nuls | Blancs et nuls                    | Blancs et nuls | 1 881        | 5,25         | 2 699       | 6,48        |  |
| Exprimés       | Exprimés                          | Exprimés       | 33 973       | 94,75        | 38 962      | 93,52       |  |